# Furtbach-Krankenhaus

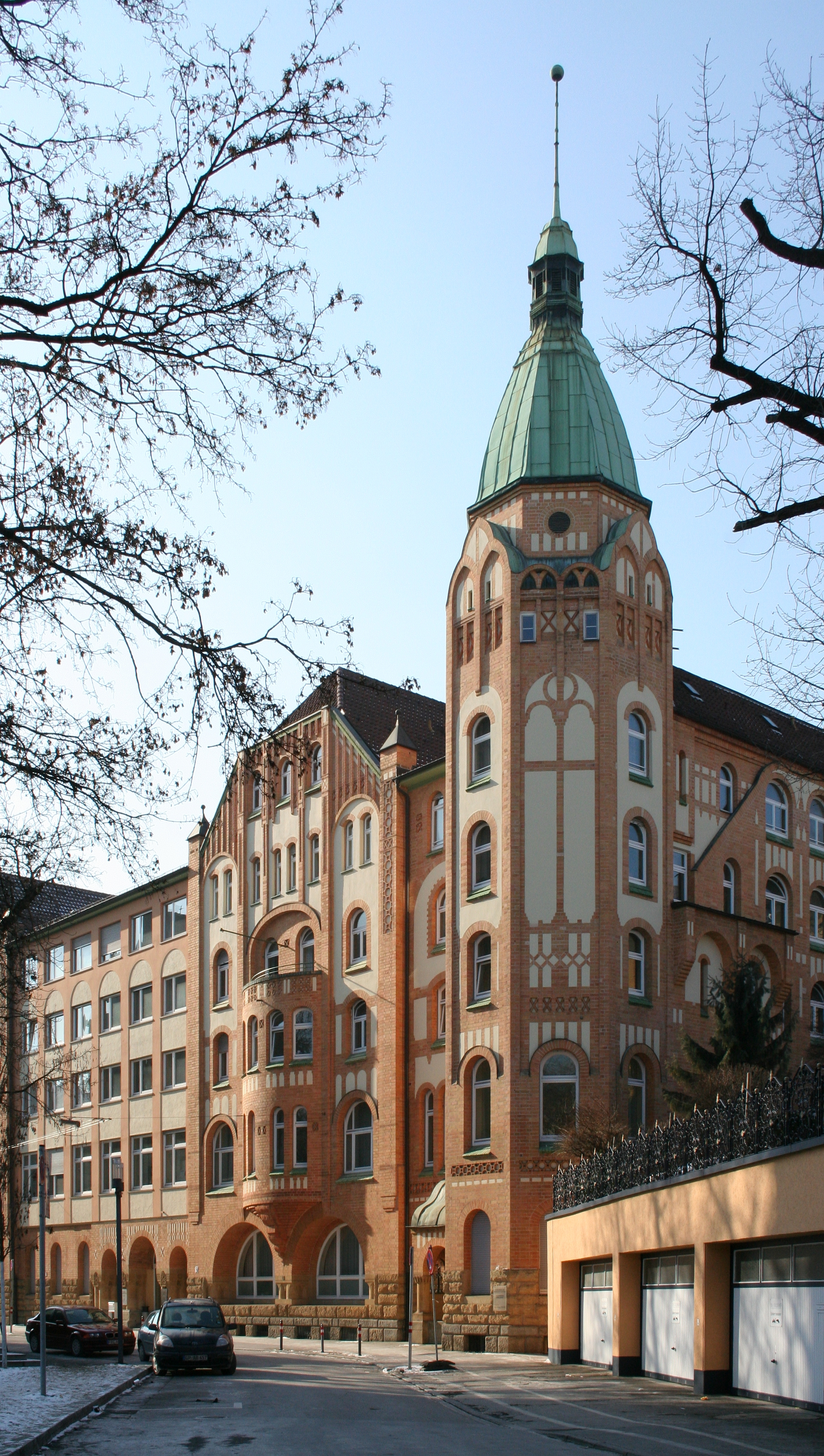
Furtbach-Krankenhaus

Das Furtbach-Krankenhaus ist das ehemalige Versammlungshaus des christlichen Vereins junger Männer im Stadtbezirk Stuttgart-Süd von Stuttgart. Es wurde von Heinrich Dolmetsch 1902 bis 1907 im Jugendstil erbaut. Das Gebäude steht heute unter Denkmalschutz und wird als psychiatrische Klinik genutzt.